# Юрий Жирков
Юрий Валентинович Жирков е бивш руски футболист, играл като ляв полузащитник или ляв бек. Има 105 мача и 2 гола за руския национален отбор. На клубно ниво е най-известен с изявите си за ЦСКА Москва, Челси и Зенит Санкт Петербург.
Роден е в град Тамбов, юноша на местния Спартак. Има отлични скорост и центриране. През 2008 г. е един от номинираните футболисти за Златната топка.

## Кариера

### Спартак Тамбов
Жирков става един от най-изявените в тима, където играе от 2001 до 2003 година. На 25 септември 2003 вкарва 4 попадения на Искра Енгелс.
Към него проявяват интерес от „Торпедо“ – Москва, „Спартак“ – Москва, „Локомотив“ – Москва, „Сатурн“ – Раменское, „Амкар“ – Перм, и други отбори. Юрий изкарва проби в Спартак, Локомотив и Арсенал Киев, но бива отхвърлен.
През декември 2003 подписва с ЦСКА Москва.

### ЦСКА Москва
В началото на 2004 година новият треньор на ЦСКА Москва Артур Жорже привлича талантливото крило в редиците на армейците. Самият Жорже смята, че този играч е с голямо бъдеще. Първите му изяви в ЦСКА са в Купата на Съдружествата. Дебютира срещу ФК Гомел.
Официален дебют прави на 12 март 2004 срещу Торпедо-Металург. Първият му мач за „армейците“ в Европа е срещу Нефтчи Баку. Конкурира се по левия фланг с Осмар Ферейра. През март 2004 е повикан в младежкия национален отбор на Русия.
Жирков вкарва гол на финала на купата на УЕФА през 2005. В шампионската лига 2006/07 неговият гол срещу Хамбургер ШФ е избран за най-красивия в целия турнир. През 2007 е избран за играч на сезона от феновете на ЦСКА Москва.
С ЦСКА Жирков печели Купата на УЕФА, 2 шампионски титли на Русия и 3 купи на Русия.
От 2005 до 2008 е неизменно под номер 1 в списък 33 най-добри. През 2008 става футболист на годината в Русия.

### Челси
В средата на 2009 Жирков е закупен от гранда ФК Челси. На 7 юли самият Жирков потвърждава, че е преминал успешно прегледите и вече е играч на английския клуб. На 24 юли 2009 година отбелязва първия си гол за лондончани в контрола срещу италианския Милан. Треньорът Карло Анчелоти обаче не разчита много на него. Появяват се слухове, че Жирков ще се завърне в ЦСКА Москва под наем от зимата. Дебютира в първенството срещу Уест Хям Юнайтед. След контузията на Ашли Коул започва да бъде използван като ляв бек. Жирков печели титлата на Англия и ФА Къп през 2009/10.
Първия си мач за сезон 2010/11 изиграва срещу Жилина в Шампионската лига.
На 19 октомври 2010 Юрий вкарва първия си гол за Челси в Евротурнирите – срещу ФК Спартак Москва.
Жирков записва 2 асистенции – срещу Уувърхямтън и Блекбърн. Той подава за головете на Флоран Малуда(срещу „вълците“) и на Бранислав Иванович (срещу Блекбърн).
Пропуска някои мачове на отбора поради контузия. Жирков заявява, че ще напусне Челси, ако не се наложи в стартовия състав.
На 1 март 2011 в мач срещу Манчестър Юнайтед Юрий влиза в 70 минута и изработва дузпа, с която „сините“ побеждават с 2:1.

### Отново в Русия
На 6 август 2011, след около една седмица на спекулации, Жирков е представен като футболист на дагестанския Анжи Махачкала, като ще играе с номер 81. На 14 август, срещу Спарак Москва изиграва своят мач номер 300 в кариерата. В Анжи е използван на различни позиции, играеки като десен халф и ляв бек. Пропуска началото на сезон 2013/14 поради контузия.
През август 2013 преминава в Динамо Москва заедно със съотборниците си Игор Денисов и Александър Кокорин. Дебютира на 29 септември 2013 г. срещу Криля Советов като отбелязва и гол. След силен сезон с Динамо успява да си върне мястото в националния отбор на Русия.
От началото на 2016 г. е футболист на Зенит.

## Национален отбор
От 2005 г. Жирков успява да се наложи в националния тим на Русия. При треньорът Гуус Хидинк играе предимно като ляв бек. Участва на Евро 2008, играейки на този пост. При Дик Адвокаат Юрий продължава да играе на същата позиция. След Евро 2012 губи титулярното си място от Дмитрий Комбаров. След силен сезон 2013/14 Жирков отново печели мястото си в „Сборная“ и е повикан за Световното първенство. На 6 юни 2014 г. в приятелски мач с Мароко Жирков отбелязва първия си гол за националния отбор.